# Sicale des savanes
Sicalis luteola
Espèce
Synonymes
- Sicalis luteiventris (Meyen, 1834)

Statut de conservation UICN

 LC  : Préoccupation mineure
Le Sicale des savanes (Sicalis luteola) est une espèce de passereau appartenant à la famille des Thraupidae. Auparavant, il était connu sous les noms de Petit Bouton-d'or et de Chardonneret jaune.

## Description
Cet oiseau ressemble au Sicale bouton-d'or mais est nettement plus petit (11,5 à 12,5 cm de longueur).
Le mâle a la tête et le dessus du corps vert olive clair strié de brun noir. La femelle est plus terne. Les yeux sont marron foncé, le bec gris clair et les pattes grises.

## Répartition
Cet oiseau vit en Amérique du Sud du Mexique à l'Argentine. Il a été introduit aux Antilles.
On la trouve dans le Nord-Est de la Guyane.

## Habitat
Cette espèce fréquente les prairies, les falaises et les lisières de marais.